# تشتت الانتباه

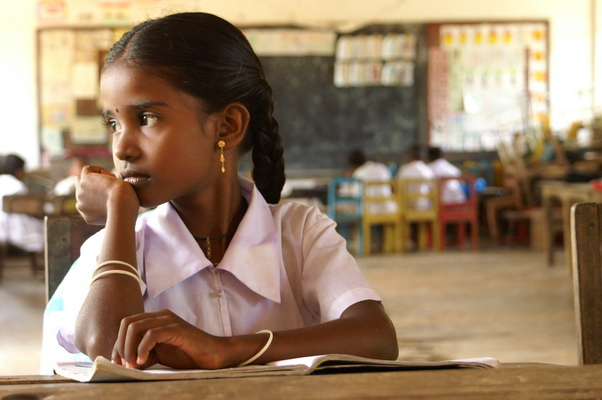

تشتت الانتباه يعني تحويل انتباه الشخص عن مهمته الحالية، وحصول الإلهاء والانقطاعات المتكررة والتي تؤدي لإلغاء نشاطه وإيقافه مما يؤدي لخسارة الوقت، كما لو أن كل شيء حوله يستحوذ على وقته واهتمامه دون وعي منه حتى لا يحقق في النهاية أي شيء يذكر، بحيث يتطلب الرجوع إلى مساره الصحيح للتركيز على مهمته الحالية الكثير من الجهد، وقد يحتاج الكثير من الوقت لاستعادة تركيزه حيث أن العقل قد يتعب عندما يبدأ في العمل على تبديل معتقداته.

## كيف يحدث تشتت الانتباه
في العادة يتضمن الانحراف عن المسار المطلوب وحصول تشتت الانتباه وضعف التركيز ثلاث مراحل وهي:
- محاولة التركيز على شيء ما.
- عدم القدرة على السيطرة على الانتباه الشخصي.
- التركيز على الشيء الخطأ وليس على ما هو مطلوب؛ فعلى سبيل المثال إذ كان الشخص يقود السيارة وسمع رنين الهاتف فإن ذلك يؤدي لتشتت انتباهه والتفكير حول معرفة هوية الشخص الذي يحاول الاتصال به.

## أسباب تشتت الانتباه خلال الدراسة
يوجد عدة أمور يمكنها أن تشكل القواطع وعوامل الإلهاء وعدم التركيز في الدراسة ومن هذه الأمور:
- الهاتف: حيث يشكل الهاتف أكبر أسباب تشتت الانتباه بسبب احتوائه على مجموعة من الألعاب والموسيقى، والصور والقدرة على إجراء المحادثات المختلفة في أي وقت.
- الحاسوب: قد يكون جهاز الكمبيوتر من أكثر الوسائل للإلهاء وتشتت الانتباه بسبب تنوع استخداماته.
- الأصدقاء: حيث يعد الأصدقاء من أكثر الأمور التي تلهي عن الدراسة بالرغم من حسن نواياهم.
- العائلة: إن وجود أفراد العائلة حول الطالب يؤدي لحصول تشتت الانتباه لديه، بحيث يمكن أن يواجه صعوبة في العثور على الهدوء للتركيز في دراسته.
- الاحتياجات الجسدية: قد يشعر الشخص باستمرار بالنعاس والجوع والرغبة وفي الذهاب للحمام بالإضافة إلى التعب الجسدي، وكل ذلك يؤدي إلى الحاجة للتجول في أنحاء المنزل وبالتالي يقلل من التركيز وتشتت الانتباه.

## المحافظة على التركيز
يجب أن يقوم الشخص بزيادة التركيز والانتباه من خلال وضع الهاتف وكافة الأجهزة الخاصة به بعيداً عنه، أو تعيينهم على الوضع الصامت حتى إنهاء المهمة الحالية والتي يقوم بها في الوقت الحاضر، وذلك من باب محاولة التعامل مع الانحرافات قبل حدوثها حتى لا يتشتت انتباهه، كما يمكنه إخبار من حوله أنه بحاجة للتركيز على عمل ما في وقت معين كي يمتنع الجميع عن مقاطعته، إلا في حالات الضرورة القصوى؛ حيث إن معظم الإشعارات الواردة على الشخص تكون غير مستعجلة وغالباً قد لا تساعده في إحراز أي تقدم في مهامه المختلفة، لذا فإنه من الضروري أن يلتزم الشخص بإدارة الأمور المختلفة عن طريق وضع جهده فيها بصورة مكثفة، كما عليه أن يتذكر أهمية ترك فجوة زمنية لمدة 20 ثانية بين مصدر الإلهاء والمهمة الحالية حتى يستعيد السيطرة.

## مقالات ذات علاقة
- إدارة الانتباه